# Liste der Kurfürstinnen, Herzoginnen und Königinnen von Sachsen
Die Liste der Kurfürstinnen, Herzoginnen und Königinnen von Sachsen umfasst in chronologischer Reihenfolge die Gemahlinnen der (ober-)sächsischen Herrscher von der Erhebung des alten Teilherzogtums Sachsen-Wittenberg unter den Askaniern in den Kurfürstenstand (1356) über deren Aussterben und den Übergang der kurfürstlichen Rechte und Territorien zum Besitzstand der Wettiner bis hin zum Ende der Monarchie (1918) im zum Königreich erhobenen Sachsen als dem Vorgänger des heutigen Freistaats.
Beide Adelsgeschlechter praktizierten dabei eine patrilineare Thronfolge, d. h. als Thronerben kamen nur die Söhne eines Herrschers oder – falls keine vorhanden waren – seine Brüder in Frage. Somit regierten in Sachsen keine Kurfürstinnen, Herzoginnen oder Königinnen aus eigenem Recht. Es handelt sich nur um Ehrentitel der Ehefrauen der jeweils amtierenden Kurfürsten, Herzöge und Könige von Sachsen.

## Gemahlinnen askanischer Kurfürsten
|  | Name (Lebensdaten)                            | Zeit         | Gemahl        | Anmerkungen |
|  | --------------------------------------------- | ------------ | ------------- | --- |
|  | Elisabeth († 15. November 1373)               | ?–1370       | Rudolf II.    | Elisabeth war die Tochter des Grafen Ulrich II. von Lindow-Ruppin. Sie heiratete den bereits regierenden sächsischen Kurfürsten Rudolf II. und war die Mutter von dessen einzigem Sohn, der allerdings erst nach Rudolfs Tod geboren wurde und bereits im Säuglingsalter verstarb. Da Rudolf I., der Vater Rudolfs II., erst dann erster Kurfürst von Sachsen wurde, als seine Frauen bereits verstorben waren, gilt seine Schwiegertochter Elisabeth als die erste Kurfürstin von Sachsen. |
|  | Cäcilia (* um 1350; † zwischen 1430 und 1434) | 1367–1388    | Wenzel        | Cäcilia war die Tochter von Franz von Carrara, Graf von Padua. Sie heiratete den späteren sächsischen Kurfürsten Wenzel und war Mutter von dessen Nachfolgern Rudolf III. und Albrecht III. Zudem war sie Fürstin von Lüneburg. |
|  | Anna († 4. Juli 1395)                         | 1388/89–1395 | Rudolf III.   | Anna war eine Tochter des Land- und Markgrafen Balthasar von Thüringen und Meißen. Sie heiratete 1387/89, also im Jahr vor oder nach dessen Amtsantritt, den sächsischen Kurfürsten Rudolf III. Aus der Ehe ging lediglich eine Tochter hervor, die nicht nachfolgeberechtigt war. Anna starb während der Regierungszeit ihres Mannes. Bis zu dessen erneuter Vermählung acht Monate nach ihrem Tod blieb Sachsen ohne Kurfürstin.                                                          |
|  | Barbara († 17. Mai 1435)                      | 1396–1419    | Rudolf III.   | Barbara war eine Tochter des Herzogs Ruprecht I. von Liegnitz. Sie heiratete 1396 den bereits regierenden sächsischen Kurfürsten Rudolf III. und wurde seine zweite Frau. Neben einer weiteren Tochter aus dieser Ehe hatte Rudolf drei Söhne, die er jedoch alle überlebte. |
|  | Euphemia (* um 1390; † 1444)                  | 1420–1422    | Albrecht III. | Euphemia war eine Tochter des Herzogs Konrad III. von Oels. Sie heiratete 1420 den bereits regierenden sächsischen Kurfürsten Albrecht III.; die Ehe blieb kinderlos, womit die askanische Linie Sachsen-Wittenberg ausstarb und die Kurwürde nach Albrechts Tod an die meißnischen Wettiner überging. |

## Gemahlinnen wettinischer Herrscher
|  | Name (Lebensdaten)                         | Gemahl    | Zeit                           | Anmerkungen |
|  | ------------------------------------------ | --------- | ------------------------------ | --- |
|  | Katharina (* 1395; † 28. Dezember 1442)    | 1423–1428 | Friedrich I., der Streitbare   | Katharina war die Tochter des Herzogs Heinrich I. von Braunschweig-Lüneburg. Sie heiratete 1402 den damaligen Markgrafen von Meißen und Pfalzgrafen von Sachsen. Durch seine Erhebung zum ersten wettinischen Kurfürsten von Sachsen als Friedrich I. („der Streitbare“) wurde Katharina zur Kurfürstin. Sie war die Mutter seines Nachfolgers Friedrich II. |
|  | Margaretha (* um 1416; † 12. Februar 1486) | 1431–1464 | Friedrich II., der Sanftmütige | Margaretha war die Tochter des Erzherzogs Ernst I. von Österreich. Sie heiratete 1431 den bereits regierenden sächsischen Kurfürsten Friedrich II. („den Sanftmütigen“) und war die Mutter des Kurfürsten Ernst und des Herzogs Albrecht. |

### Gemahlinnen nach der Leipziger Teilung
| Name (Lebensdaten)                            | Zeit      | Gemahl                               | Anmerkungen |
| --------------------------------------------- | --------- | ------------------------------------ | --- |
| Elisabeth (* 2. Februar 1443; † 5. März 1484) | 1464–1484 | Ernst                                | Elisabeth war eine Tochter von Herzog Albrecht III. von Bayern-München. Sie heiratete 1460 den späteren sächsischen Kurfürsten Ernst und war die Mutter von dessen Nachfolgern Friedrich „der Weise“ und Johann „der Beständige“. Da Friedrich unverheiratet blieb und Johanns zweite Frau Margarete von Anhalt vor dessen Amtsantritt verstarb, blieb Sachsen fast ein halbes Jahrhundert lang ohne Kurfürstin – bis zum Amtsantritt Johann Friedrichs I., des ältesten Sohnes Johanns aus der Ehe mit seiner ersten Frau Sophie von Mecklenburg. |
| Sibylle (* 17. Juli 1512; † 21. Februar 1554) | 1532–1547 | Johann Friedrich I., der Großmütige. | Sibylle war die älteste Tochter von Herzog Johann III. von Jülich-Kleve-Berg. Sie heiratete 1527 Johann Friedrich I. („den Großmütigen“). Nachdem dieser im Zusammenhang mit dem Schmalkaldischen Krieg die Kurwürde an seinen Vetter, den sächsischen Herzog Moritz, verloren hatte, wurde auch Sibylle nicht mehr als Kurfürstin und Herzogin, sondern nur noch als Herzogin betitelt. |

| Name (Lebensdaten)                               | Zeit      | Gemahl                 | Anmerkungen |
| ------------------------------------------------ | --------- | ---------------------- | --- |
| Sidonie (* 14. November 1449; † 1. Februar 1510) | 1485–1500 | Albrecht, der Beherzte | Sidonie war die Tochter des böhmischen Königs Georg von Podiebrad. Sie heiratete 1459 den späteren regierenden sächsischen Herzog Albrecht „den Beherzten“ und war die Mutter von dessen Nachfolgern Georg und Heinrich. |
| Barbara (* 15. Juli 1478; † 15. Februar 1534)    | 1500–1534 | Georg, der Bärtige     | Barbara war eine Tochter des Königs Kasimir IV. von Polen. Sie heiratete 1496 den späteren regierenden sächsischen Herzog Georg „den Bärtigen“ und starb ebenso wie die gemeinsamen Söhne noch während dessen Regierungszeit. Da er nicht noch einmal heiratete, blieb Sachsen bis zum Amtsantritt seines Bruders und Nachfolgers Heinrich „des Frommen“ ohne albertinische Herzogin. |
| Katharina (* 1487; † 6. Juni 1561)               | 1539–1541 | Heinrich, der Fromme   | Katharina war die Tochter des Herzogs Magnus II. von Mecklenburg. Sie heiratete 1512 den späteren regierenden sächsischen Herzog Heinrich „den Frommen“ und war die Mutter von dessen Nachfolgern Moritz und August. |
| Agnes (* 31. Mai 1527; † 4. November 1555)       | 1541–1547 | Moritz                 | Agnes war eine Tochter des Landgrafen Philipp von Hessen. Sie heiratete 1541 den späteren regierenden sächsischen Herzog Moritz; neben einem bereits im Säuglingsalter verstorbenen Sohn ging aus der Ehe lediglich eine Tochter hervor, die nicht nachfolgeberechtigt war. |

### Gemahlinnen albertinischer Kurfürsten
|  | Name (Lebensdaten)                                                | Zeit      | Gemahl                | Anmerkungen |
|  | ----------------------------------------------------------------- | --------- | --------------------- | --- |
|  | Agnes (* 31. Mai 1527; † 4. November 1555)                        | 1547–1553 | Moritz                | Weil ihr Mann im Schmalkaldischen Krieg auf der Seite des Kaisers stand, erhielt er anschließend die Kurwürde, wodurch Agnes zur Kurfürstin wurde. |
|  | Anna (* 22. November 1532; † 1. Oktober 1585)                     | 1553–1585 | August                | Anna war die Tochter des Königs Christian III. von Dänemark. Sie heiratete 1548 den späteren sächsischen Kurfürsten August und war die Mutter von dessen Nachfolger Christian I. Anna starb während der Regierungszeit ihres Mannes. Bis zu dessen erneuter Vermählung drei Monate nach ihrem Tod blieb Sachsen ohne Kurfürstin. |
|  | Agnes Hedwig (* 12. März 1573; † 3. November 1616)                | 1586      | August                | Agnes Hedwig war die Tochter des Fürsten Joachim Ernst von Anhalt. Einen reichlichen Monat vor dem Tod des sächsischen Kurfürsten August wurde sie dessen zweite Frau; die Ehe blieb kinderlos. |
|  | Sophie (* 6. Juni 1568; † 7. Dezember 1622)                       | 1586–1591 | Christian I.          | Sophie war eine Tochter des brandenburgischen Kurfürsten Johann Georg. Sie heiratete 1582 den späteren sächsischen Kurfürsten Christian I. Nach dessen Tod amtierte sie bis zur Volljährigkeit ihres Sohnes Christian II. 1601 gemeinsam mit Herzog Friedrich Wilhelm von Sachsen-Weimar als vormundschaftliche Regentin. Zudem war sie die Mutter von Christians Nachfolger Johann Georg I. |
|  | Hedwig (* 5. August 1581; † 26. November 1641)                    | 1591–1611 | Christian II.         | Hedwig war die Tochter des Königs Friedrich II. von Dänemark und Norwegen. Sie heiratete 1602 den schon regierenden sächsischen Kurfürsten Christian II.; die Ehe blieb kinderlos. |
|  | Magdalena Sibylle (* 31. Dezember 1586; † 12. Februar 1659)       | 1611–1656 | Johann Georg I.       | Magdalene Sibylle war die jüngste Tochter des Herzogs Albrecht Friedrich von Preußen. Sie heiratete 1607 den späteren sächsischen Kurfürsten Johann Georg I. und war die Mutter von dessen Nachfolger Johann Georg II. |
|  | Magdalena Sibylle (* 1. November 1612; † 20. März 1687)           | 1656–1680 | Johann Georg II.      | Magdalena Sibylle war die Tochter des Markgrafen Christian zu Brandenburg-Kulmbach/Bayreuth. Sie heiratete 1638 den späteren sächsischen Kurfürsten Johann Georg II. und war die Mutter von dessen Nachfolger Johann Georg III. |
|  | Anna Sophie (* 1. September 1647; † 1. Juli 1717)                 | 1680–1691 | Johann Georg III.     | Anna Sophie war die älteste Tochter des Königs Friedrich III. von Dänemark und Norwegen. Sie heiratete 1666 den späteren sächsischen Kurfürsten Johann Georg III. und war die Mutter von dessen Nachfolgern Johann Georg IV. und Friedrich August I. („der Starke“). |
|  | Eleonore (* 13. April 1662; † 9. September 1696)                  | 1692–1694 | Johann Georg IV.      | Eleonore war eine Tochter des Herzogs Johann Georg I. von Sachsen-Eisenach. Selbst bereits verwitwet, heiratete sie 1692 den schon regierenden sächsischen Kurfürsten Johann Georg IV.; die Ehe blieb kinderlos. |
|  | Christiane Eberhardine (* 29. Dezember 1671; † 4. September 1727) | 1694–1727 | Friedrich August I.   | Christine Eberhardine war eine Tochter des Markgrafen Christian Ernst von Brandenburg-Bayreuth. Sie heiratete 1693 den späteren sächsischen Kurfürsten Friedrich August I. („den Starken“) und starb während dessen Regierungszeit. Da er nicht noch einmal heiratete, blieb Sachsen bis zum Amtsantritt des gemeinsamen Sohnes Friedrich August II. ohne Kurfürstin. Trotz der polnischen Königswürde ihres Mannes trug Christine Eberhardine nicht den Titel einer Königin von Polen, da sie protestantischen Glaubens war. |
|  | Maria Josepha (* 8. Dezember 1699; † 17. November 1757)           | 1733–1757 | Friedrich August II.  | Maria Josepha war die älteste Tochter des römisch-deutschen Kaisers Joseph I. Sie heiratete 1719 den späteren sächsischen Kurfürsten Friedrich August II. und starb während dessen Regierungszeit. Da er nicht noch einmal heiratete, blieb Sachsen bis zum Amtsantritt des gemeinsamen Sohnes Friedrich Christian ohne Kurfürstin. Durch die polnische Königswürde ihres Mannes trug Maria Josepha zudem den Titel einer Königin von Polen.                                                                                  |
|  | Maria Antonia (* 18. Juli 1724; † 23. April 1780)                 | 1763      | Friedrich Christian   | Maria Antonia war die Tochter des römisch-deutschen Kaisers Karl VII. aus dem Haus der Wittelsbacher. Sie heiratete 1747 den späteren sächsischen Kurfürsten Friedrich Christian. Nachdem er nach nur 74 Tagen Herrschaft verstorben war, amtierte sie bis zur Volljährigkeit ihres Sohnes Friedrich August 1768 gemeinsam mit ihrem Schwager Franz Xaver als vormundschaftliche Regentin. Zudem war sie die Mutter von Friedrich Augusts Nachfolger Anton.                                                                   |
|  | Amalie (* 10. Mai 1752; † 15. November 1828)                      | 1769–1806 | Friedrich August III. | Amalie war eine Tochter von Pfalzgraf Friedrich Michael von Zweibrücken-Birkenfeld-Bischweiler. Sie heiratete 1769 den bereits regierenden Kurfürsten Friedrich August III.; neben drei Totgeburten ging aus der Ehe lediglich eine Tochter hervor, die nicht thronfolgeberechtigt war. |

### Königinnen von Sachsen
|  | Name (Lebensdaten)                                       | Zeit      | Gemahl               | Anmerkungen |
|  | -------------------------------------------------------- | --------- | -------------------- | --- |
|  | Amalie (* 10. Mai 1752; † 15. November 1828)             | 1806–1827 | Friedrich August I.  | Nachdem sich ihr Mann 1806 während der Napoleonischen Kriege auf die Seite Frankreichs gestellt hatte, erhob ihn Napoleon zum König, wodurch Amalie zur Königin wurde. Von 1807 bis 1815 war sie zudem Herzogin von Warschau. |
|  | Maria Theresia (* 14. Januar 1767; † 7. November 1827)   | 1827      | Anton                | Maria Theresia war eine Tochter des römisch-deutschen Kaisers Leopold II. aus dem Haus Habsburg-Lothringen. Sie heiratete 1787 den späteren sächsischen König Anton und starb ein halbes Jahr nach dessen Thronfolge; alle vier aus der Ehe hervorgegangenen Kinder waren bereits im Säuglingsalter verstorben. Da der König nicht noch einmal heiratete, blieb Sachsen bis zum Amtsantritt seines Neffen und Nachfolgers Friedrich August II. ohne Königin.                               |
|  | Maria Anna (* 27. Januar 1805; † 13. September 1877)     | 1836–1854 | Friedrich August II. | Maria Anna war eine Tochter von König Maximilian I. Joseph von Bayern und die jüngere Schwester ihrer Nachfolgerin. Sie heiratete 1833 den späteren sächsischen König Friedrich August II.; die Ehe blieb kinderlos. |
|  | Amalie Auguste (* 13. November 1801; † 8. November 1877) | 1854–1873 | Johann               | Amalie Auguste war eine Tochter von König Maximilian I. Joseph von Bayern und die ältere Schwester ihrer Vorgängerin. Sie heiratete 1822 den späteren sächsischen König Johann und war die Mutter von dessen Nachfolgern Albert und Georg. |
|  | Carola (* 5. August 1833; † 15. Dezember 1907)           | 1873–1902 | Albert               | Carola war die Tochter des ehemaligen Kronprinzen von Schweden, Prinz Gustav von Wasa. Sie heiratete 1853 den späteren sächsischen König Albert; die Ehe blieb kinderlos. Carola war die letzte Königin Sachsens, da Maria Anna, die Frau von Alberts Bruder und Nachfolger Georg, zum Zeitpunkt von dessen Thronbesteigung bereits verstorben war und Luise, die Frau des letzten Königs von Sachsen Friedrich August III., während seiner Regierungszeit bereits getrennt von ihm lebte. |